# Plaza del Carbayón
La plaza del Carbayón es un espacio público de la ciudad española de Oviedo.

## Descripción
El espacio, que recibió el título de «plaza del Progreso» en 1883, se encuentra encerrado entre las calles Santa Clara, Manuel García Conde y Argüelles. Se elevan en la plaza lo que queda del convento de Santa Clara, construido en el siglo XIII y derribado en 1845; el monumento a Plácido Álvarez-Buylla, obra de Gerardo Zaragoza, y otro a la Concordia, cuya autora fue Esperanza d'Ors. La plaza aparece descrita en El libro de Oviedo (1887) de Fermín Canella y Secades con las siguientes palabras:

Progreso.—Se llamó así por acuerdo municipal en 1883. Antes era Campo de la Llana, sitio de las ferias de Ascensión y Todos los Santos, limitado por las tapias de la huerta del antiguo convento de Santa Clara, derribadas en 1845. En su área está el teatro en construcción.—Ent.: Argüelles.—Conc.: Santa Clara.
(Canella y Secades, 1887, p. 100)